# Poveda (Avila)
Poveda è un comune spagnolo di 85 abitanti situato nella comunità autonoma di Castiglia e León.